# Geschichte Eritreas

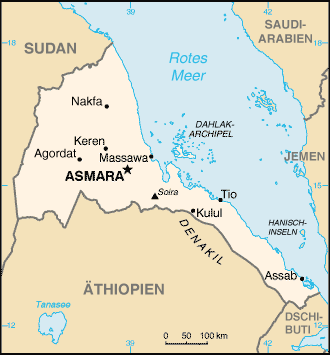
Der Staat Eritrea seit 1993

Die Geschichte Eritreas umfasst die Entwicklungen auf dem Gebiet des Staates Eritrea von der Urgeschichte bis zur Gegenwart. Als Beginn der Geschichte des Staates Eritrea kann das italienische Dekret vom 1. Januar 1890 gesehen werden, mit dem verschiedene Volksgruppen am Roten Meer zu der italienischen Kolonie Eritrea vereinigt wurden. Als unabhängiger Staat besteht Eritrea seit 1993.

## Aksumitisches Reich
Um 500 v. Chr. entstand in der Region Eritreas und Nordäthiopiens das Aksumitische Reich mit seinem Haupthafen Adulis. Nach dem Aufstieg des islamischen Reichs und der Eroberung Ägyptens verlor das christliche Aksum jegliche Verbindung zu anderen christlichen Reichen. Die Aksumiten zogen sich nach Süden ins Hochland zurück und schließlich ging das Reich im 10. Jahrhundert n. Chr. unter (andere Datierungen sprechen vom 1. bis 7. Jahrhundert n. Chr.). Danach gehörten die verschiedenen Völker, die auf dem Gebiet des heutigen Eritrea lebten, zum Teil zum äthiopischen Kaiserreich (dem Nachfolgerreich von Aksum) und zum Teil waren sie von Ägypten bzw. dem Sultanat Adal unterworfen worden.

## Osmanische Herrschaft
Auf die Zeiten nach der Herrschaft des aksumitischen Reiches folgten die Osmanen bzw. nochmals die Ägypter, die ihr Reich über die arabische Halbinsel, über das Rote Meer auf die Küste Eritreas ausdehnten. Sie selbst unterschieden sich in Bezug auf Lebensweise, Ökonomie, Sprache und Religion. Obwohl die Küste nicht mehr direkt von den äthiopischen Kaisern regiert wurde, hatte deren Statthalter in Mareb Malesh (alter Name der Region Eritreas) trotzdem noch den Titel Bahrä Nägasch oder Bahr Negus – „Regent des Meeres“ – inne.

## Zeit als italienische Kolonie

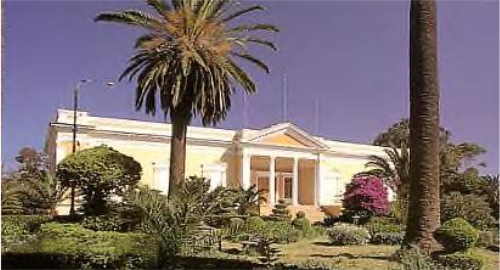
Palazzo del Governatore – Palast des italienischen Gouverneurs Eritreas im Kolonialstil

Am 15. November 1869, zwei Tage vor der Einweihung des Suezkanals, kaufte der italienische Entdecker Giuseppe Sapeto die Bucht von Assab. Dessen Gesellschaft Rubattino kaufte im März/April 1870 weiteres Gebiet beim nahegelegenen Beilul dazu, einen sechs Kilometer langen Streifen, einen militärisch geschützten Handelsstützpunkt. Rubattino belieferte dort Schiffe mit Kohle. Am 29. April 1870 wurde der Küstenstreifen von der ägyptischen Marine zurückerobert, die Gesellschaft zog sich zurück. Die italienische Regierung hatte es versäumt, in der Zwischenzeit zur Absicherung einen Freundschaftsvertrag mit den Briten abzuschließen. Am 15. März 1880 kaufte die Gesellschaft „Rubattino“ Assab zurück. Im Juli 1882 übernahm der Staat Italien die Hafenstadt und rief die Kolonie Assab aus.
1882 wurde Ägypten von Großbritannien erobert; es drohte keine Gefahr mehr für Assab, zumal sich ein freundschaftliches Verhältnis zwischen Italien und Großbritannien entwickelte, da jene in Italien auch ein ihnen zugewandtes Gegengewicht zu Frankreich aufbauen wollten. Diverse Organisationen, zu denen auch die Società Geographica Italiana (gegründet 1867) und die Società di Esplorazione Commerciale (gegründet 1879) zählen, unternahmen Expeditionen ins Landesinnere von Eritrea und Äthiopien. Ein Anstoß dafür waren auch die Berliner Verträge von 1885, in denen Italien quasi unbeachtet blieb.
Im Februar 1885 besetzten italienische Truppen mit Hilfe eines britischen Kanonenbootes die Hafenstadt Massaua, im Sommer kaufte Italien den davor liegenden Dahlak-Archipel. In Asmara, der abessinischen Provinzhauptstadt, sah Ras Alula Engida die italienische Ausbreitung mit Unbehagen, am 26. Januar 1887 überfielen abessinische Truppen in Dogali ins äthiopische Hochland vorrückende italienische Truppen, ein herber Rückschlag für das aufstrebende Italien. Das Wiedererlangen des nationalen Prestiges stand nunmehr im Zentrum italienischer Außenpolitik, die Regierung beschloss die Ausweitung des Einflusses auf das ganze Gebiet. Im August 1889 besetzten die Truppen Asmara und es erfolgte die Vereinigung und Erweiterung der Gebiete Assab und Massaua zur Kolonie Eritrea, die am 1. Januar 1890 offiziell ausgerufen wurde. Immer wieder gab es aber Probleme in den Grenzgebieten zum Sudan, vor allem um Cassala und Agordat.

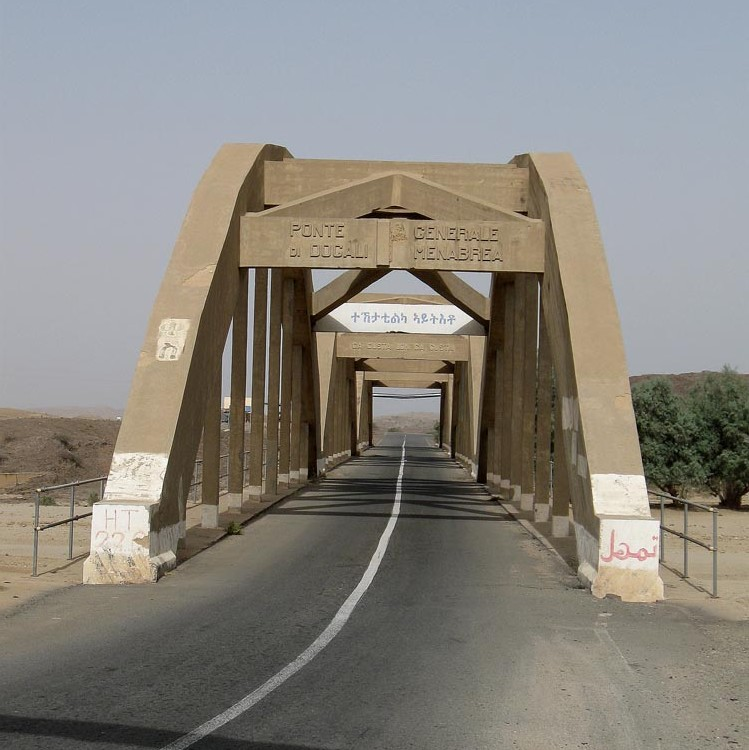
Die Generale-Menabrea-Brücke in Dògali

Die Besiedlung, insbesondere mit Bauern, wurde kontinuierlich vorangetrieben. So wurde ihnen jeweils 20 ha Land zugewiesen und 4.000 Lire für Reise und erste Niederlassung zur Verfügung gestellt. Das Land sollte in ihren Eigentum übergehen, wenn binnen fünf Jahren das Geld zurückbezahlt würde. Mit politischen Gegnern ging die italienische Kolonialverwaltung indessen rigoros um, unter Gouverneur Baldissera wurde besonders hart gegen Rebellen vorgegangen. 1893 wurden 400.000 Hektar Land enteignet, in der Kolonie wurden zahlreiche Pflichten und Verbote für die Bevölkerung eingeführt, was 1894 zu einer Revolte führte, die blutig niedergeschlagen wurde. Das war mit ein Grund für den besonders starken Widerstand im nach den Schlachten von Coatit und Senafe folgenden Krieg um Äthiopien, der in der Schlacht von Adua ein für die italienischen Truppen katastrophales Ende nahm.
Der 1897 als Gouverneur von Eritrea installierte Martini zeigte sich deutlich loyaler als sein Vorgänger, er kämpfte gegen Korruption und führte Ordnung ein. Es konnte ein Übergang von einer Militär- zu einer Zivilregierung konstatiert werden. Positive Erscheinungen für die Kolonie waren ein Aufschwung der Wirtschaft, eine zunehmende Verstädterung (Schulen, Krankenhäuser, Straßen, Eisenbahn), ein Aufkommen neuer Sozialklassen und eine Modernisierung. Negativ war die Ausbeutung vieler Eritreer als billige Arbeitskräfte und Soldaten sowie  die Leoparden- und Antilopenjagd zum Fellverkauf.

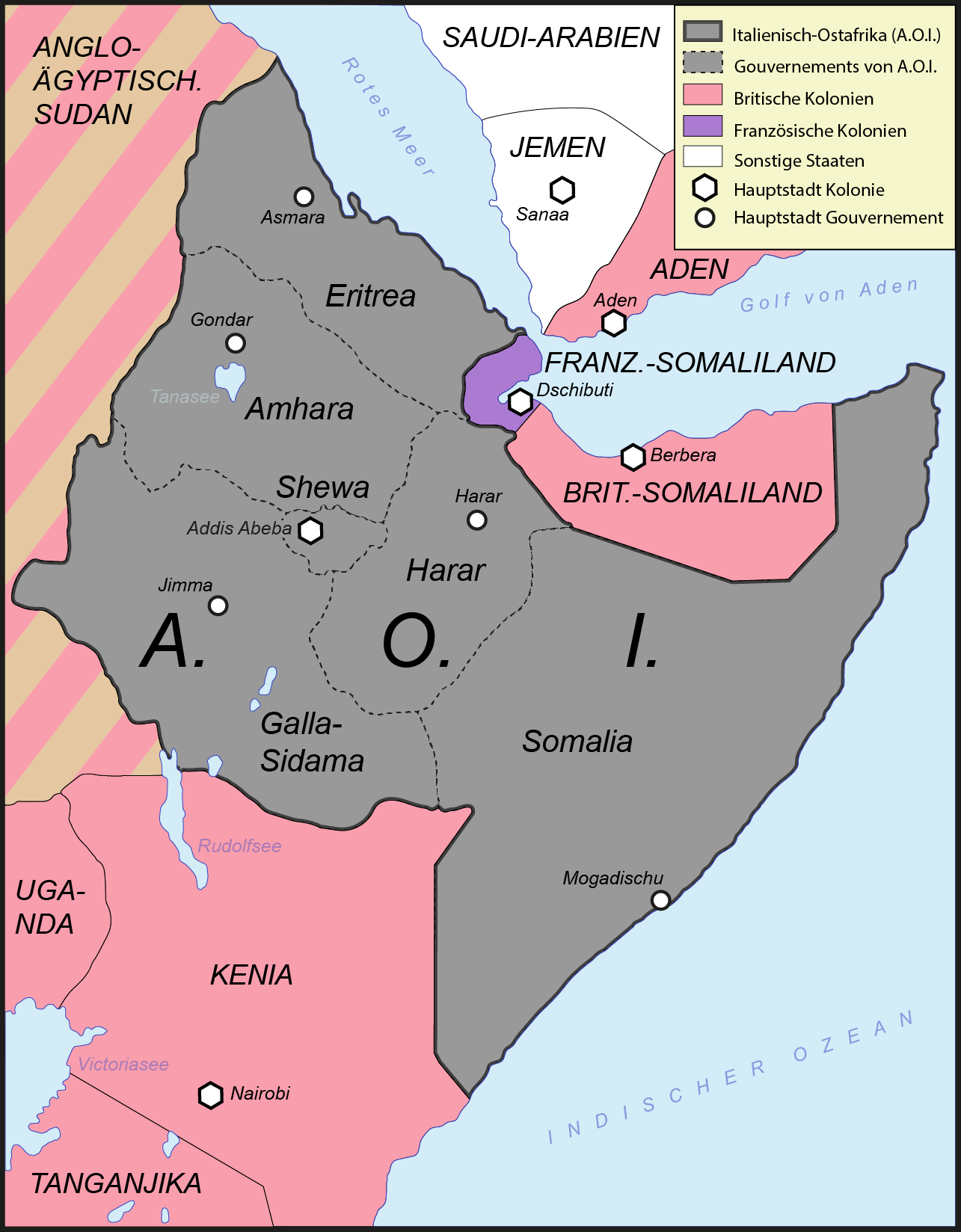
Eritrea im Rahmen Italienisch-Ostafrikas ab 1936

## Eritrea im Zweiten Weltkrieg
Im Zweiten Weltkrieg war Eritrea zunächst mit dem besetzten Kaiserreich Abessinien, der Kolonie Italienisch-Somaliland und dem Gebiet Oltre Giuba in das italienische Kolonialgebiet Italienisch-Ostafrika vereinigt.
Ab dem 2. April 1941 jedoch eroberte Großbritannien Eritrea, nachdem die Italiener sich am 1. April in Asmara geschlagen geben mussten.
Großbritannien übernahm für den Rest des Krieges die Herrschaft in Person von General Platt als General Officer Commanding in Eritrea (G.O.C.E.).

## Teilstaat Äthiopiens
Am 2. Dezember 1950 verlängerte die Generalversammlung der Vereinten Nationen mit der Resolution 390(V)A das britische Mandat über Eritrea, welches Italien im Vertrag von 1947 anerkannt hatte. Eritrea wurde am 15. September 1952 in die Obhut der Vereinten Nationen übergeben.

Flagge der autonomen Region Eritrea von 1950 bis 1962

1947 fanden Wahlen statt, bei denen christliche Pro-Unabhängigkeits-Parteien (darunter auch die Neue Eritrea-Partei) gewannen. 1950 hatte die UNO unilateral auf eine so genannte Föderation mit dem Kaiserreich Abessinien bestanden, die später erzwungen wurde. Die Autonomie Eritreas wurde von Abessinien Stück für Stück aufgehoben, beispielsweise durch die Herabstufung der autonomen Regierung zu einer Verwaltungsbehörde am 20. Mai 1960, bis 1961 das Kaiserreich endgültig Eritrea besetzte und das Land annektierte, nachdem sich das Parlament selbst aufgelöst hatte.
1961 entstand die Eritreische Befreiungsfront (ELF). 1970 spaltete sich von dieser die Eritreische Volksbefreiungsfront (EPLF) ab. Die äthiopische Regierung erhielt zeitweise Unterstützung von sowjetischen, kubanischen, israelischen und amerikanischen Truppen und Militärberatern, konnte die Befreiungsbewegung aber nicht ausschalten. Weitere Unabhängigkeitsbewegungen entstanden, der Konflikt spitzte sich nach dem Sturz der Monarchie weiter zu.
1989 begann die Eritreische Volksbefreiungsfront mit einer großangelegten Offensive gegen die äthiopischen Truppen. 1991 besiegte die eritreische Volksbefreiungsfront zusammen mit äthiopischen Widerstandsgruppierungen die äthiopische Armee. Dann unterstützte sie die äthiopischen Rebellen, um die äthiopische Regierung in der Hauptstadt Addis Abeba zu übernehmen. Während des Krieges flohen etliche Eritreerinnen und Eritreer in Nachbarländer oder weiter entfernte Länder über den gesamten Globus. In diesem Zug gründete die EPLF viele ausländische Zweigstellen um die Diasporagemeinschaften zu kontrollieren, und sich selbst durch Spenden aus dem Ausland zu finanzieren. Im April 1993 kam es zu einem Referendum in Eritrea unter Aufsicht der Vereinten Nationen, in dem 99,8 % für die Unabhängigkeit des Landes stimmten. Am 24. Mai 1993 wurde die Unabhängigkeit proklamiert. Die Trennung Eritreas von Äthiopien erfolgte in friedlicher Weise und mit Zustimmung der äthiopischen Regierung.

## Unabhängigkeit Eritreas

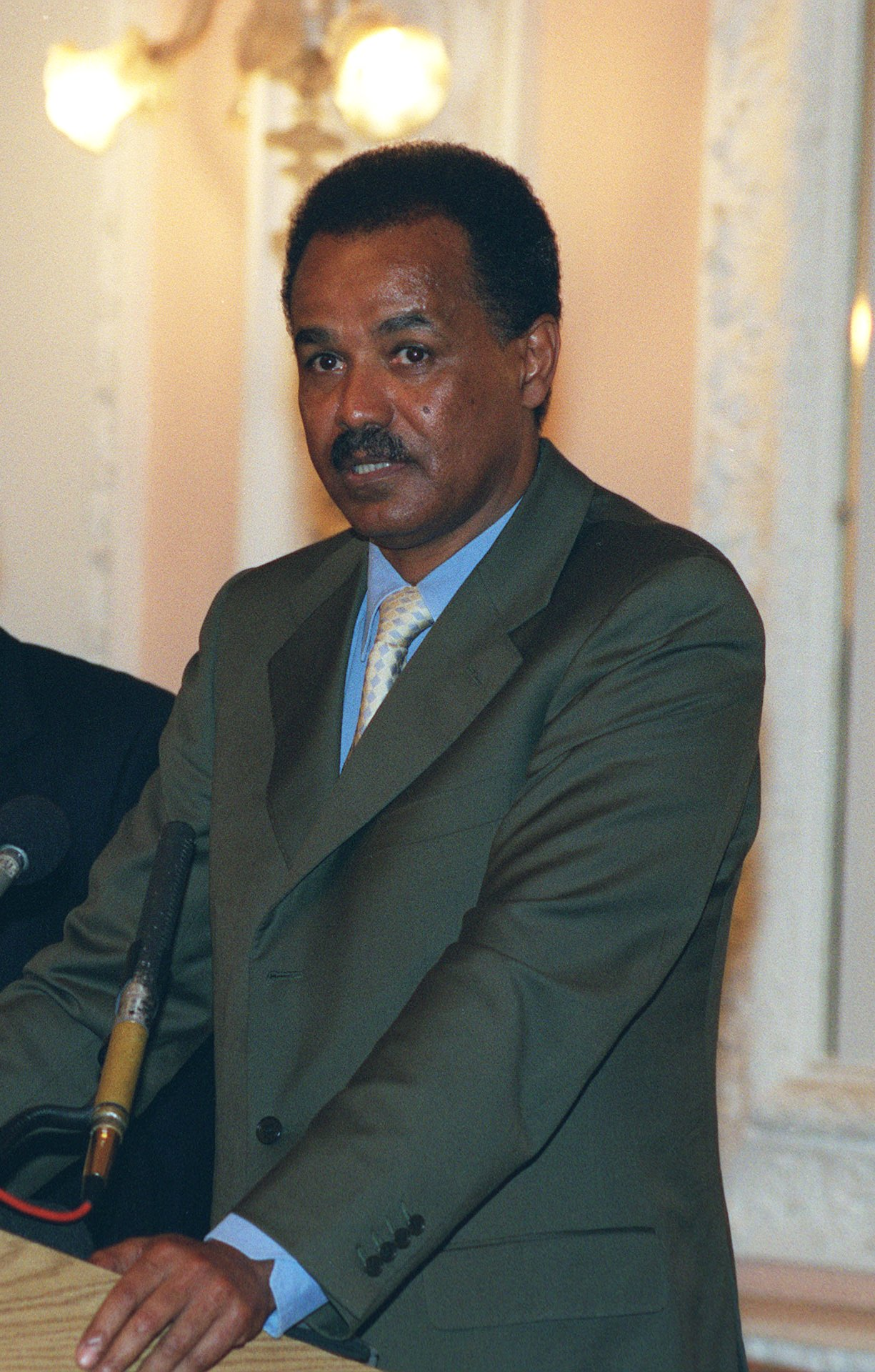
Der eritreische Präsident Afewerki

Die Religionszugehörigkeit ist für Christen und Muslime identitätsstiftend und teilt die Bevölkerung in zwei Lager. Zu offenen Konflikten um den Glauben ist es in der eritreischen Geschichte aber bisher nicht gekommen, die meisten Bevölkerungsgruppen wurden bis zur Unabhängigkeit durch das verbindende Ziel eines eigenen Staates zusammengehalten. Streitigkeiten zwischen ihnen werden seither durch die Einparteienregierung unter Isayas Afewerki mit Machtmitteln, die die Freiheits- und Menschenrechte einschränken, unterdrückt.

## Konflikte mit Nachbarländern
Nach der Unabhängigkeit verschlechterten sich die Beziehungen Eritreas zu Äthiopien allmählich. Die Regierung des unabhängig gewordenen Staats Eritrea verfolgte eine nationalistische Außenpolitik und Eritrea geriet in den folgenden zwei Jahrzehnten mit allen seinen Nachbarn in Grenzkonflikte. Mit Äthiopien entwickelten sich schon kurz nach der Unabhängigkeit Grenzstreitigkeiten. 1995 kam es zu Gefechten mit jemenitischen Truppen um die Hanish-Inseln. 1998 eskalierte der Grenzkonflikt mit Äthiopien, nachdem eritreische Truppen strittige Grenzgebiete besetzt hatten. Im Eritrea-Äthiopien-Krieg kam es zu schweren Kämpfen, insbesondere um das eigentlich bedeutungslose Grenzgebiet Yirga, das nach eritreischer Auffassung zur Region Gash-Barka, nach äthiopischer dagegen zu Tigre gehört.
Im Mai 2000 weigerte sich Äthiopien, an Friedensverhandlungen mit Eritrea teilzunehmen, und begann seine dritte Offensive. Nach deren teilweisem Scheitern kam es im Juni zu einem Waffenstillstandsabkommen und im Dezember wurde der algerische Friedensplan von beiden Seiten angenommen und unterschrieben, nachdem die äthiopische Armee rund ein Drittel Eritreas erobert hatte und dieses von der eritreischen Armee wieder zurückerobert wurde. Nach dem Friedensplan sollte eine unabhängige Grenzkommission in Den Haag über den strittigen Grenzverlauf entscheiden. Im Oktober 2003 akzeptierte Äthiopien deren Schiedsspruch jedoch nicht.
Im Jahr 2008 kam es zu einem bewaffnet ausgetragenen eritreisch-dschibutischem Grenzkonflikt.
2006 und 2007 wurde Eritrea beschuldigt, in Somalia die Äthiopien feindlich gegenüberstehende Union islamischer Gerichte zu unterstützen. Es wurde befürchtet, der Bürgerkrieg in Somalia könnte sich zu einem Stellvertreterkrieg zwischen Äthiopien und Eritrea entwickeln.
Am 5. Juni 2018 erklärte die äthiopische Regierung ihre Bereitschaft, die Regelungen des Grenzabkommens mit Eritrea von 2002 umzusetzen. Dazu gehörte auch die Übergabe des umstrittenen Ortes Badme an Eritrea. Am 8. Juli 2018 erklärte Äthiopiens Regierungschef Abiy Ahmed, dass Äthiopien und Eritrea wieder diplomatische Beziehungen aufnehmen. Zugleich wurde ein Friedensvertrag zwischen den beiden Ländern geschlossen.